# Кшиштоф Квятковський
Кшиштоф Квятковський (пол. Krzysztof Kwiatkowski; нар. 14 травня 1971 року, Згеж) — польський правник, політик та державний діяч. Сенатор VII i X каденції (2007—2011, з 2019), депутат Сейму Республіки Польща VII каденції (2011—2013). З 2009 по 2011 рік обіймав посаду Міністра юстиції Польщі. У 2009—2010 роках — Генеральний прокурор, а у 2013—2019 роках — президент Вищої палати контролю Республіки Польща.

## Біографія
Народився 14 травня 1971 року в Згежі. Спочатку вступив до Лодзкого університету на факультет права та адміністрування, однак навчання було перерване через виявлення злоякісної пухлини. Згодом, у 2001 році, закінчив факультет права та адміністрування Варшавського університету та здобув ступінь магістра права. Був членом Незалежного союзу студентів.
У 1997—2001 роках був особистим секретарем прем'єр-міністра Польщі Єжи Бузека. З 2004 по 2013 рік був членом партії «Громадянська платформа».
З 1993 року був пов'язаний з місцевою владою. Спочатку був радником, потім головою Ревізійної комісії міськради та керівником клубу радників. До 2006 року він був віце-президентом Згежа, відповідальним, серед іншого, за фінанси, освіту, культуру, спорт, а також інвестиції та отримання європейських коштів.
На виборах до місцевого самоврядування 2006 року він балотувався на пост мера міста Лодзь. У першому турі він отримав другий результат (27,03 % підтримки, 59 946 голосів). У другому турі він програв Єжи Кропівницькому, набравши 44,31 % голосів. Того ж року він отримав мандат радника Лодзької регіональної ради, в якій обійняв посаду заступника голови.
На парламентських виборах 2007 року він був обраний сенатором VII каденції, отримавши 164 151 голосів. Очолював Законодавчий комітет. Після призначення Анджея Чуми на посаду міністра юстиції, Кшиштоф Квятковський 4 лютого 2009 року зайняв посаду державного секретаря у цьому міністерстві.
14 жовтня того ж року президент Лех Качинський призначив його міністром юстиції та генеральним прокурором у першому уряді Дональда Туска. Після встановленого законом розділення цих функцій, Анджей Серемет замінив його на посаді генерального прокурора. 11 квітня 2010 року він став членом Міжвідомчої групи з координації дій, у зв'язку з катастрофою Ту-154 в Смоленську.
На парламентських виборах у 2011 році він був кандидатом від Громадянської платформи в Сейм з третього місця в Лодзькому окрузі. Він отримав депутатський мандат, набравши 68 814 голосів.
З 2013 по 2019 рік обіймав посаду президента Вищої палати контролю Республіки Польща. На парламентських виборах у 2019 році був обраний сенатором від округу № 24, набравши 79 348 голосів. У Сенаті він був співзасновником Кола незалежних сенаторів та обійняв посаду голови Законодавчого комітету. 17 січня 2020 року він був обраний Сенатом до Національної ради судочинства.

## Нагороди
- Командорський хрест із зіркою Ордену Заслуг Угорщини (2011);
- орден князя Ярослава Мудрого V ступеня (22 січня 2019) — за значний особистий внесок у державне будівництво, зміцнення національної безпеки, соціально-економічний, науково-технічний, культурно-освітній розвиток Української держави, вагомі трудові досягнення, багаторічну сумлінну працю[10];